# Pseudanomalon munin
Pseudanomalon munin är en stekelart som beskrevs av Ian D. Gauld och Mitchell 1976. Pseudanomalon munin ingår i släktet Pseudanomalon och familjen brokparasitsteklar. Inga underarter finns listade i Catalogue of Life.